# POINT
『POINT』（ポイント）は、Corneliusが2001年に発表した4枚目のスタジオ・アルバムである。

## 解説
過去3作の多要素的な音楽手法から一転、アンビエントを用いたシンプルでアルゴリズム的な音の構成で練り上げられた作品。トラットリア・メニュー241。アナログ盤はメニュー243。
エンジニアの高山徹によると48kHz/24bit制作。
前作『FANTASMA』に続き、アメリカのマタドール・レコードからもCDおよびLPがリリースされている。世界21ヵ国でリリースされた。
9曲目の「Brazil」はボサノヴァで、映画「未来世紀ブラジル」のテーマソングでもある「Aquarela do Brasil」のカバー。
『POINT』の楽曲で構成されたミュージック・ビデオ集『FIVE POINT ONE』が2003年にリリースされている。
ジャケットに貼られたシールの裏には「サウンド点描～　視点・論点　ラブ　ミー　テンダー」と印刷されている。
また、全曲がシームレスにつながっている。
2019年7月31日にリマスタリングリリースされた。ジャケットの細部がやや変更され、ボーナストラックが3曲追加されている。LPはボーナストラックが追加された2枚組となっている。またCDには『FIVE POINT ONE』に新映像『Smoke - Do It Again』を加えたDVDが付属されている。

## 収録曲

### オリジナル版
1. Bug (Electric Last Minute)
2. Point Of View Point
3. Smoke
4. Drop
5. Another View Point
6. Tone Twilight Zone
7. Bird Watching At Inner Forest
8. I Hate Hate
9. Brazil
10. Fly
11. Nowhere

LPはSIDE-A#1～6 SIDE-B#7～11
全曲作詞・作曲：小山田圭吾（#9のみ作詞：S.K.Russel、作曲：Ary Barosso、編曲：小山田圭吾）

### リマスター版ボーナストラック
1. Point of View Point (Yann Tomita Mix)
2. Drop  The Tusen Takk Rework (Kings of Convenience Mix)
3. Drop  Herbert's Kangaroo Dub (Matthew ‘Cactus’ Herbert Mix)

### リマスター版ディスク2　DVD『FIVE POINT ONE』
1. Point Of View Point
2. Smoke
3. Drop
4. Drop – Do It Again
5. Another View Point
6. Bird Watching At Inner Forest
7. I Hate Hate
8. Tone Twilight Zone
9. From Nakameguro to Everywhere
10. Smoke – Do It Again